# Ophiomyia leprosa
Ophiomyia leprosa este o specie de muște din genul Ophiomyia, familia Agromyzidae, descrisă de Mitsuhiro Sasakawa în anul 2005.
Este endemică în Vietnam. Conform Catalogue of Life specia Ophiomyia leprosa nu are subspecii cunoscute.